# گرهارت بارکهورن
گرهارت بارکهورن (۲۰ مارس ۱۹۱۹–۸ ژانویه ۱۹۸۳) نظامی بلندپایه و خلبان تک‌خال آلمانی در دوره رایش سوم بود که در جریان جنگ جهانی دوم در لوفت‌وافه خدمت کرد. او با حصول ۳۰۱ پیروزی هوایی، پس از اریش هارتمان، دومین خلبان برتر جنگنده تاریخ به حساب می‌آید.

## اولین نبرد
اولین نبردهای او با خلبانان انگلیسی بود که بسیار ناامید کننده بود حتی در یکی از نبردها هواپیمایش مورد اصابت قرار گرفت و در کانال مانش سقوط کرد. او در سال۱۹۴۰ به جبهه شرق منتقل شد و نخستین پیروزی خود را در سال ۱۹۴۱ در ۱۲۰امین مأموریتش به دست آورد.

## پیروزی‌های درخشان بارکهورن
در ماه نوامبر تعداد پیروزی‌های به ۱۰ پیروزی رسید و در ۱۱ نوامبر یک درجه ترفیع یافت و سپس در ۱۹ ژوئیه ۱۹۴۲ به آس خلبان‌ها تبدیل شد (آس به خلبانی گفته می‌شود که دست کم دارای ۵ پیروزی هوایی باشد). در سال ۱۹۴۳ موفق به دریافت صلیب شوالیه آهنین شد که این امر به دلیل کسب ۵۹ پیروزی در نبردهای هوایی بود. بارکهورن در این سال موفق به شکست سه قهرمان روس شد اما با کشته شدن خلبان آس آلمان هاینز اشمیت شیرینی این پیروزی‌های بارکهورن به تلخی گرایید در جنگ کریمه ارتش آلمان، واحد تحت فرماندهی بارکهورن موفق به ۳۰۰ پیروزی شد که سهم بارکهورن ۵۰ پیروزی بود در سال ۱۹۴۴ به رکورد بی نظیر ۲۵۰ پیروزی دست یافت ولی از ناحیه سر و گردن دچار آسیب دیدگی شدید شد و چندی بعد به نشان سرگردی رسید سپس هواپیمایی او به شدت توسط نیروی‌های روسی آسیب دید و خود بارکهورن نیز به شدت آسیب دید و پس از ۴ ماه بستری بهبود یافت سپس با اشتیاق به سرکار برگشت ولی این بار در یکی از مأموریت‌ها به شدت ترسید و این ترس هفته‌ها بر او غلبه کرد او سعی کرد بر ترسش غلبه کند و موفق شد تعداد پیروزی‌های خود را۲۷۵ برساند و بعد از چند هفته به رکورد ۳۰۱ پیروزی دست یافت که آخرین پیروزی او بود سپس او از نظر روانی آسیب بسیاری دید و در یک کلینیک روانی بستری شد در آوریل ۱۹۴۵ او آخرین مأموریتش را انجام داد ولی موتور هواپیمایش آتش گرفت ولی موفق به فرود اضطراری شد.

## بعد از جنگ
وی بعد از جنگ توسط نیروهای آمریکایی دستگیر و بعد از چندی آزاد شد و به نیروی هوایی آلمان غربی پیوست و در سال ۱۹۸۳ بر اثر یک سانحه به شدت تصادف کرد همسرش در دم جان داد و وی بعد از دو روز در ۸ ژانویه همان سال در گذشت.